# Гранд-Ест
Гранд-Ест (фр. Grand Est фр.: [ɡʁɑ̃t‿ɛst] ( прослухати), Великий Схід) — регіон Франції, створений в результаті територіальної реформи французьких регіонів у 2014 році шляхом об'єднання трьох регіонів Ельзас, Лотарингія і Шампань-Арденни. Датою утворення нового регіону вважається 1 січня 2016.

## Назва
Текст закону визначає тимчасове найменування для більшості об'єднаних регіонів, з'єднуючи найменування існуючих регіонів Франції, розділених (у французькому написанні) дефісом. Постійна назва та місцезнаходження регіональної столиці повинні бути визначені Регіональною радою до 1 липня 2016 і затверджено Державною радою Франції до 1 жовтня 2016.
Тимчасове найменування адміністративної одиниці (до затвердження назви Гранд-Ест) складалося з назв історичних областей Ельзас + Шампань + Арденни + Лотарингія.

## Географічне положення
Регіон має державний кордон з Бельгією, Німеччиною, Люксембургом і Швейцарією. Крім того, регіон межує з сусідніми регіонами: Бургундія-Франш-Конте, Іль-де-Франс і Нор-Па-де-Кале-Пікардія.
Основний ландшафт регіону сформований гірськими масивами Вогези і Арденни.
Уздовж кордону з Німеччиною протікає річка Рейн. Крім неї, є ще кілька великих річок, що протікають регіоном, у тому числі Маас, Мозель, Марна і Сона.
На території регіону розташовані озера:
- Жерарме;
- Логжме;
- Ретурнеме;
- Корбо;
- Бузею;
- Мадін;
- П'єр-Персе.

## Адміністративний поділ
Гранд-Ест у своєму складі має 10 департаментів: Нижній Рейн (67), Верхній Рейн (68), Мез (55), Мерт і Мозель (54), Мозель (57), Вогези (88), Об (10), Арденни (08), Верхня Марна (52), Марна (51), що в свою чергу мають поділ на 200 кантонів та 5195 комун. Столиця — Страсбург.
Найбільші міста регіону крім Страсбурга, є Мюлуз, Мец, Нансі і Реймс.